# Unachlorus viridis
Unachlorus viridis är en skalbaggsart som beskrevs av Martins och Maria Helena M. Galileo 2008. Unachlorus viridis ingår i släktet Unachlorus och familjen långhorningar. Inga underarter finns listade i Catalogue of Life.